# Кохит
Кохит (англ. kochite) — минерал, с химической формулой — (Na,Ca)3Ca2(Mn,Ca)ZrTi(Si2O7)2(F,O)4, или, в другом варианте написания, Na3Ca2MnZrTi(Si2O7)2OF3. Назван в честь датского учёного и исследователя Арктики Лауге Коха, исследовавшего геологию Гренландии, в частности тот район, в котором был обнаружен кохит.

## Общие сведения
Залежи кохита были впервые обнаружены в Восточной Гренландии, а затем также в Норвегии и Бразилии.
Цвет минерала — от бесцветного до светло-коричневого. Кохит относится к редким силикатам (германатам). Он обычно обнаруживается вблизи нефелиновых сиенитов. Минерал относится к розенбушитам,(а точнее является Mn−, Ti-аналогом розенбушита).

## Кристаллография
Кохит образует бесцветные (переходящие в бледно-коричневый цвет) кристаллы
триклинной сингонии,
пространственная группа P 1,
параметры ячейки a = 1,003 нм, b = 1,133 нм, c = 0,7202 нм, α = 90,19°, β = 100,33°, γ = 111,55°, Z = 1,
плотность 3,32 г/см³.